# Vlastislav Janík
Vlastislav Janík (* 1966 Třebíč) je soukromý badatel, publicista a historik zaměřující se na problematiku domácího odboje za druhé světové války a na působení výsadkových skupin vyslaných z Anglie na území Protektorátu Čechy a Morava. Je též autorem prací zabývajících se tématy z okruhu vojenské historie.

## Život
Vlastislav Janík se od mládí zajímal nejen o exaktní technické obory, ale zhruba od roku 1979/1980 si jeho pozornost získalo československé hraniční opevnění. (V mládí se věnoval trampingu.) Později se jeho zájem přesunul od bunkrů k příběhům a osudům lidí, kteří za druhé světové války nasazovali svoje životy z svobodu Československa. Později vystudoval ČVUT. Ing. Vlastislav Janík je ředitelem Muzea Brandýs nad Labem (Oblastní muzeum Praha-východ o.p.), v jehož gesci je i Památník národního útlaku a odboje v Panenských Břežanech.
Problematikou KT Mauthausenu se začal zabýval kolem roku 2007, kdy ve spolupráci s Českým rozhlasem natáčel v rámci projektu Paměť národa svědectví pamětníků.
Vlastislav Janík vykonává funkci českého zástupce v Mezinárodním mauthauzenském výboru, jehož smyslem je zachování historické paměti a mementa tohoto tábora (dislokovaného na území Rakouska). V roce 2022 byl spoluautorem několika panelových výstav připomínajících 80. výročí Operace Anthropoid. Dlouhodobě pomáhá (spolu s Karlem Polatou) s přípravou a realizací pamětních desek na domech hrdinů, kteří se v Praze angažovali za protektorátu v protiněmeckém odboji.

## Tvorba
Jeho první kniha vyšla v roce 2008 a zabývá se historií paradesantní skupiny Spelter. Vlastislav Janík je též spoluautorem „Pamětní knihy“ věnované 294 československým hrdinům zavražděným v koncentračním táboře Mauthausen. V roce 2017 vyšlo první vydání jeho knihy Mauthausen - konečná stanice: dějiny koncentračního tábora (druhé přepracované vydání pak vyšlo v roce 2021).

### Publikace (chronologicky)
- JANÍK, Vlastislav. Operace Spelter Lenka-Jih. 1. české vydání Praha: nakladatelství Naše vojsko; 2008; 243 stran + 16 stran obrazových příloh; ISBN 978-80-206-1042-3. (Osudy parašutistů skupiny Spelter, navázání kontaktů s domácím odbojem, vznik nové partyzánské skupiny Lenka-Jih)
- Jaroslav Čvančara, Vlastislav Janík, Václav Ledvinka, Vojtěch Šustek. Pamětní kniha: 294 hrdinů a obětí heydrichiády popravených v Mauthausenu. Praha; Dolní Břežany: Archiv hlavního města Prahy ve spolupráci se spolkem Scriptorium, 2013; 381 stran; ISBN 978-80-86852-51-5 (Archiv hl. města Prahy ; váz.); ISBN 978-80-87271-80-3.[7]
- JANÍK, Vlastislav. Operace Spelter: Lenka - Jih. Vydání 1. Třebíč: Akcent, 2014; 63 stran; ISBN 978-80-7497-064-1. (Osudy parašutistů skupiny Spelter, vznik nové partyzánské skupiny Lenka-Jih; tentokráte pro mladší čtenáře formou komiksu)
- ČVANČARA, Jaroslav a JANÍK, Vlastislav. Heydrichiáda v ulicích Prahy 3. Praha: Městská část Praha 3, 2017; 51 stran, 1 nečíslovaný složený list obrazové přílohy. ISBN 978-80-907308-6-1.
- JANÍK, Vlastislav. Mauthausen - konečná stanice: dějiny koncentračního tábora. Vydání první. Praha: Toužimský & Moravec, 2017; 124 stran + 128 stran obrazových příloh. Pohled do historie; 6. ISBN 978-80-7264-182-6.
- JANÍK, Vlastislav a kolektiv (Sylvia Klánová, Lukáš Mácha, Pavel Motejzík, Eduard Stehlík). Ve jménu naděje: tři inspirativní příběhy spojující Plzeň a Lidice. Plzeň: MgA. Martin Bušek, 2018; 126 stran. ISBN 978-80-907223-0-9.[p. 2]
- JANÍK, Vlastislav. Mauthausen - konečná stanice: dějiny koncentračního tábora. Druhé přepracované vydání. Praha: Toužimský & Moravec, 2021; 70 stran + 200 stran obrazových příloh. Pohled do historie; 11. ISBN 978-80-7264-205-2.
- ČVANČARA, Jaroslav a JANÍK, Vlastislav. Heydrichiáda v ulicích Prahy 2. Druhé doplněné vydání. Praha: Městská část Praha 2, 2022; 55 stran, 1 složený nečíslovaný mapový list.
- JANÍK, Vlastislav. Příběhy hrdinů: monografie odbojářů zavražděných v koncentračním táboře Mauthausen za pomoc parašutistům ze skupin Anthropoid, Silver A, Out Distance, Intransitive a Tin. Vydání první. Praha: nakladatelství Academia, 2022; 215 stran. 1938-1953; svazek 39. ISBN 978-80-200-3276-8.[8]

### Články (chronologicky)
- Vlastislav Janík. Činnost skupiny Spelter na záchytné adrese v Nové Říši. IN: Morava v boji proti fašismu / Brno : Moravské zemské muzeum, 2008; 332 stran : il., mapa, portréty, faksimile; 978-80-7028-317-2, strany: 171-189[7]
- Vlastislav Janík. Příběh rodiny Baumanovy. IN: Studie a zprávy : historický sborník pražského okolí Zdiby : Státní oblastní archiv v Praze - Státní okresní archiv Praha-východ ; Dobřichovice : Státní oblastní archiv v Praze - Státní okresní archiv Praha-západ ; Brandýs nad Labem–Stará Boleslav : Oblastní muzeum Praha-východ ; Jílové u Prahy : Regionální muzeum v Jílovém u Prahy ; Čelákovice : Městské muzeum v Čelákovicích; 2013 (vydáno 2014) 206 stran; ilustrace, fotografie; mezinárodní standardní číslo seriálu: 1805-3874; mezinárodní standardní číslo knihy: 978-80-904878-4-0; Ročník 3, (2013 (vydáno 2014)), strany: 147-157.[7]
- Vlastislav Janík. Příběh Vladislava Fialy, člena odbojových organizací Obrana národa, Kapitán Nemo a Bílá hora a spolupracovníka paraskupiny Spelter. IN: Západní Morava : vlastivědný sborník / Brno : Muzejní a vlastivědná společnost pro Moravský zemský archiv v Brně, Státní okresní archivy Třebíč a Žďár nad Sázavou; 2014; 344 stran : ilustrace, fotografie, mapy; mezinárodní standardní číslo seriálu: 1211-8931; mezinárodní standardní číslo knihy: 978-80-86931-86-9; Ročník 18, (2014), strany: 131-147.[7]
- Vlastislav Janík. Příběh rodiny Starých. IN: Studie a zprávy : historický sborník pražského okolí Zdiby : Státní oblastní archiv v Praze - Státní okresní archiv Praha-východ ; Dobřichovice : Státní oblastní archiv v Praze - Státní okresní archiv Praha-západ ; Brandýs nad Labem–Stará Boleslav : Oblastní muzeum Praha-východ ; Jílové u Prahy : Regionální muzeum v Jílovém u Prahy ; Čelákovice : Městské muzeum v Čelákovicích; 2014 (vydáni 2015ú; 253 stran : ilustrace; mezinárodní standardní číslo seriálu: 1805-3874; mezinárodní standardní číslo knihy: 978-80-86772-86-8; Ročník 4, (2014 (vydáno 2015ú)), strany: 167-177.[7]
- Vlastislav Janík. Příběh rodiny Piskáčkových. IN: Paměť a dějiny : revue pro studium totalitních režimů Praha : Ústav pro studium totalitních režimů České republiky, 2016; mezinárodní standardní číslo seriálu: 1802-8241; Ročník 10, číslo 3 (2016); strany: 80-90.[7]
- Vlastislav Janík. Příběh rodiny Růtových. (první pražský úkryt parašutistů z Anthropoidu) IN: Paměť a dějiny : revue pro studium totalitních režimů Praha : Ústav pro studium totalitních režimů České republiky, 2016; mezinárodní standardní číslo seriálu: 1802-8241; Ročník 10, číslo 2 (2016); strany: 79-88.[7]
- Vlastislav Janík. Příběh rodiny Smržovy. IN: Paměť a dějiny : revue pro studium totalitních režimů Praha : Ústav pro studium totalitních režimů České republiky, 2017; mezinárodní standardní číslo seriálu: 1802-8241; Ročník 11; číslo 2 (2017); strany: 93-102.[7]
- Vlastislav Janík. Václav Mareček (1894-1942) - medailonek mělnického odbojáře. IN: Confluens : vlastivědný sborník Mělnicka / Mělník : Regionální muzeum Mělník a Státní okresní archiv Mělník; 2019; 220 stran : fotografie, tabulky; mezinárodní standardní číslo seriálu: 1801-7266; mezinárodní standardní číslo knihy: 978-80-904538-8-3; číslo 11 (2019); strany: 22-42.[7]
- Vlastislav Janík. Mělnický nožíř Augustin Rebec a tragédie jeho rodiny během Heydrichiády. IN: Confluens : vlastivědný sborník Mělnicka / Mělník : Regionální muzeum Mělník a Státní okresní archiv Mělník; 2021; 325 stran : fotografie; mezinárodní standardní číslo seriálu: 1801-7266; mezinárodní standardní číslo knihy: 978-80-907644-2-2; číslo 12 (2021); strany: 121-137.[7]